# ダイシャクシギ

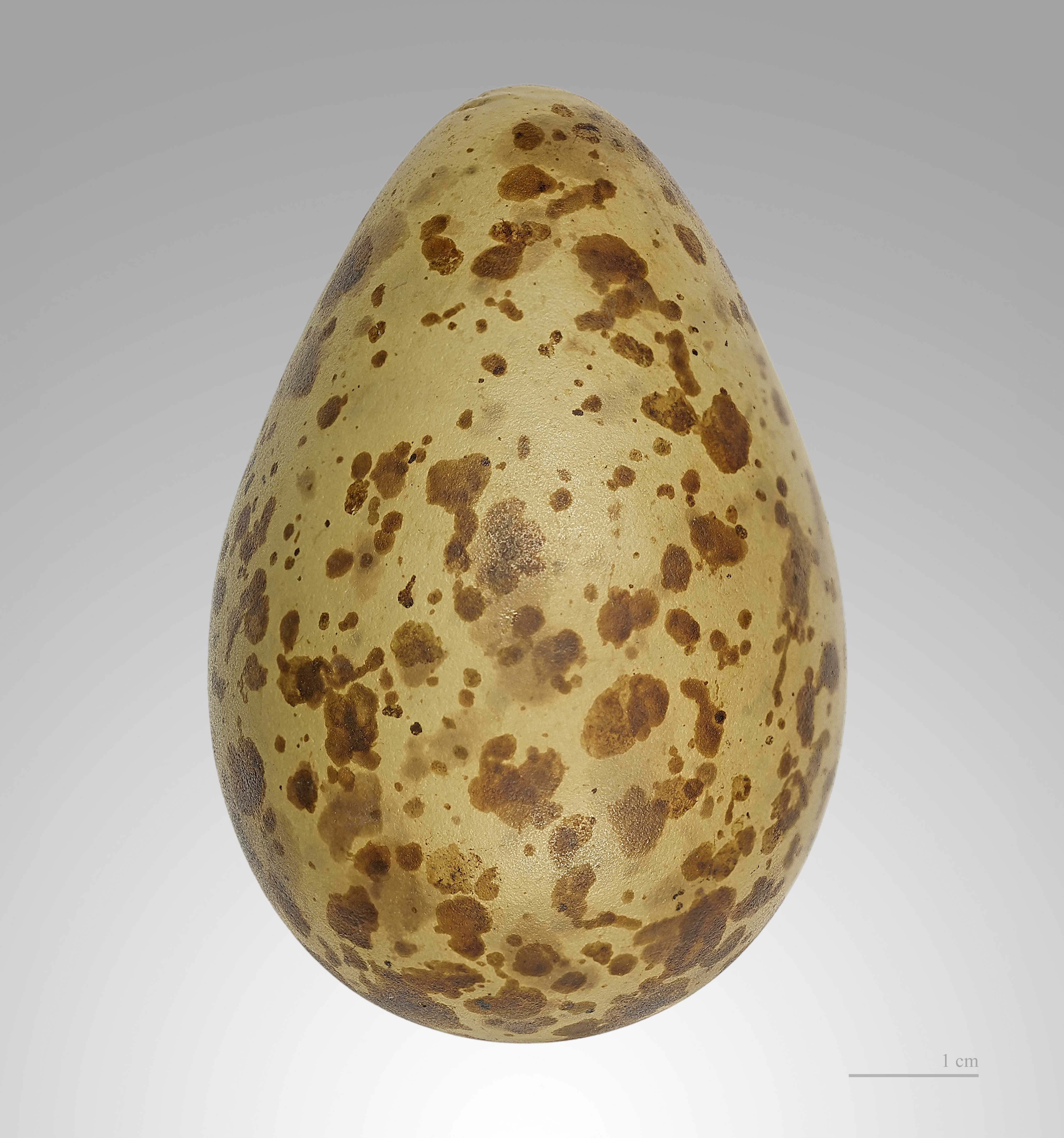
Numenius arquata

ダイシャクシギ（大杓鷸、学名 Numenius arquata）は、チドリ目シギ科に分類される鳥類の一種である。その名前は大きく下に反ったくちばしに由来している。

## 分布
北欧から中央アジアにかけての内陸部で繁殖し、西欧からアフリカ、中東、インド、東南アジアの沿岸部で越冬する。外見が似ているホウロクシギと比べると、分布域がはるかに広い。
日本では、主に春と秋の渡りの途中で立ち寄る「旅鳥」だが、一部の個体はそのまま越冬する。（冬鳥）

## 形態
全長は60cmほどで、日本に渡来するシギ類ではホウロクシギと並んで最大級の大きさである。長い脚とくちばしが特徴で、頭から翼までの羽毛は褐色の細かいまだらもよう。外見や生態はホウロクシギとよく似ているが、飛び立てば後半身が白っぽいので区別できる。

## 生態
渡りの時期は、主に河口や海辺の干潟に生息する。数羽から数十羽の群れを形成し、干潟を歩き回って、長い嘴を利用してカニやゴカイ等を捕食する。ホウロクシギと混群を形成することもある。
繁殖期はつがいで生活し、縄張りを持つ。草地や湿原に生息するが、やや乾いた環境を好む。草地の地上に営巣し、産卵数は普通4個。雌雄ともに抱卵し、抱卵日数は27-29日である。
飛翔中に「ホーヒィーン」というような声で鳴く。